# Kașpurî, Romnî
Kașpurî (în ucraineană Кашпури) este un sat în comuna Perehrestivka din raionul Romnî, regiunea Sumî, Ucraina.

## Demografie
Componența lingvistică a localității Kașpurî
     Ucraineană (97,77%)
     Rusă (2,04%)
     Alte limbi (0,19%)
Conform recensământului din 2001, majoritatea populației localității Kașpurî era vorbitoare de ucraineană (97,77%), existând în minoritate și vorbitori de rusă (2,04%).